# Cocktail Party
Cocktail Party (The Cocktail Party) è un dramma in tre atti del 1949, composto dal drammaturgo e poeta statunitense (poi naturalizzato britannico) T. S. Eliot. Il titolo con cui l'opera era stata precedentemente pensata era The One-Eyed Riley, in riferimento ad una canzone popolare citata all'interno dell'opera stessa che ha questo titolo.
Il dramma venne composto per essere rappresentato al Festival di Edimburgo del 1949, anno in cui Eliot era già stato naturalizzato suddito britannico. Scritto nella forma metrica del blank verse, è caratterizzato da una accurata selezione di vocaboli in funzione della loro musicalità, accento, ma disposti in modo da risultare, all'ascolto, in una forma prosastica vicina alla lingua parlata.
L'opera si divide in tre atti, di cui solo il primo diviso in tre scene; la divisione temporale degli atti stessi è debitrice del romanzo più che della drammaturgia in senso stretto: mentre tra le tre scene del primo atto passano poche ore, divise in due giorni, il secondo atto è ambientato poche settimane dopo gli accadimenti del primo mentre il terzo due anni dopo.
Per l'argomento trattato, ossia il martirio e il sacrificio personale, è considerato debitore dell'Alcesti di Euripide.

## Trama
La scena è a Londra, in un appartamento di una coppia inglese (Edward e Lavinia Chamberlayne) nel mezzo di un cocktail party dove sono presenti diversi personaggi familiari, a eccezione di un ospite che nessuno conosce.
Lavinia ha organizzato il party, fuggendo tuttavia di casa, lasciando solo poche righe di commiato al marito: ormai il party è in atto ed Edward deve gestire la situazione, riuscendo a portarlo a termine mentendo agli ospiti sull'assenza di Lavinia. Una volta rimasto solo con l'ospite sconosciuto, gli rivelerà di essere stato lasciato dopo dieci anni di matrimonio.
Con grande sorpresa, lo sconosciuto si offre di riportare Lavinia a casa entro il giorno dopo, a patto che Edward non le chieda dove è stata. Edward accetta e, desideroso di riavere la moglie, si rende gelido con la sua amante, Celia Coplestone, che lo lascia a sua volta dopo aver capito che la loro relazione non ha storia.
Lavinia torna a casa, ma sembra affetta da amnesia. Quando i due restano soli, però, inizia un litigio dove si rinfacciano le crepe della loro relazione. In realtà Lavinia ha plagiato il marito che, persa Celia, si ritrova solo e intrappolato in una situazione di svantaggio. Edward decide così di farsi curare dallo psicologo Sir Henry Harcourt Reilly, che si rivela essere l'ospite sconosciuto del suo party. Edward gli confessa di detestare la moglie ma ammette di essere dipendente da lei, proprio perché la donna lo ha privato della libertà. Reilly gli suggerisce di comparare la sua patologia con quella di un altro paziente, per trovare una possibile cura: Edward accetta ma l'altro paziente è Lavinia, che confessa di essere mancata da casa a causa di un ricovero dovuto ad un collasso nervoso. Motivazione, l'essere stata lasciata dall'amante e amico di famiglia Peter Quilpe, poiché quest'ultimo si è innamorato di un'altra donna, che si scopre essere proprio Celia. I coniugi si confessano le proprie infedeltà e constatano come i rispettivi amanti li abbiano traditi intrecciando tra loro una relazione. Reilly emette la sentenza: Edward è incapace di amare e Lavinia non sa essere amata. Proprio per questo motivo sconsiglia loro di avere relazioni extra-coniugali, perché destinate a fallire: non resta loro che tornare assieme cercando di curare le reciproche carenze.
Anche Celia è paziente di Reilly: nel corso di una seduta gli racconta di aver amato un uomo in cui ha visto qualcosa che in realtà non esisteva. È anche disperata dall'assenza di Peter Quilpe: l'uomo, convinto che Celia non lo ami più, è tornato nella natia California sotto consiglio dell'amico Edward, che ovviamente ignorava la sua relazione con la moglie Lavinia. Reilly nota la vocazione di Celia al sacrificio e le consiglia di vivere una vita senza trasgressioni, oppure di farsi ricoverare in una clinica anomala per placare i suoi sensi di remissione. Celia accetta la seconda opzione.
Due anni dopo gli ospiti si ritrovano in casa Chamberlayne per l'ennesimo cocktail party: Peter Quilpe, tornato dalle Indie dove stava girando un film, chiede di Celia. Ma gli ospiti sono costretti a rivelargli che la ragazza, ricoverata in un'isola sperduta in una clinica particolare, è stata uccisa dai cannibali che, afflitti da una pestilenza, l'hanno scelta come vittima sacrificale. La scena si chiude con il ritorno alla normalità sociale apparente di Edward e Lavinia.

## La prima rappresentazione

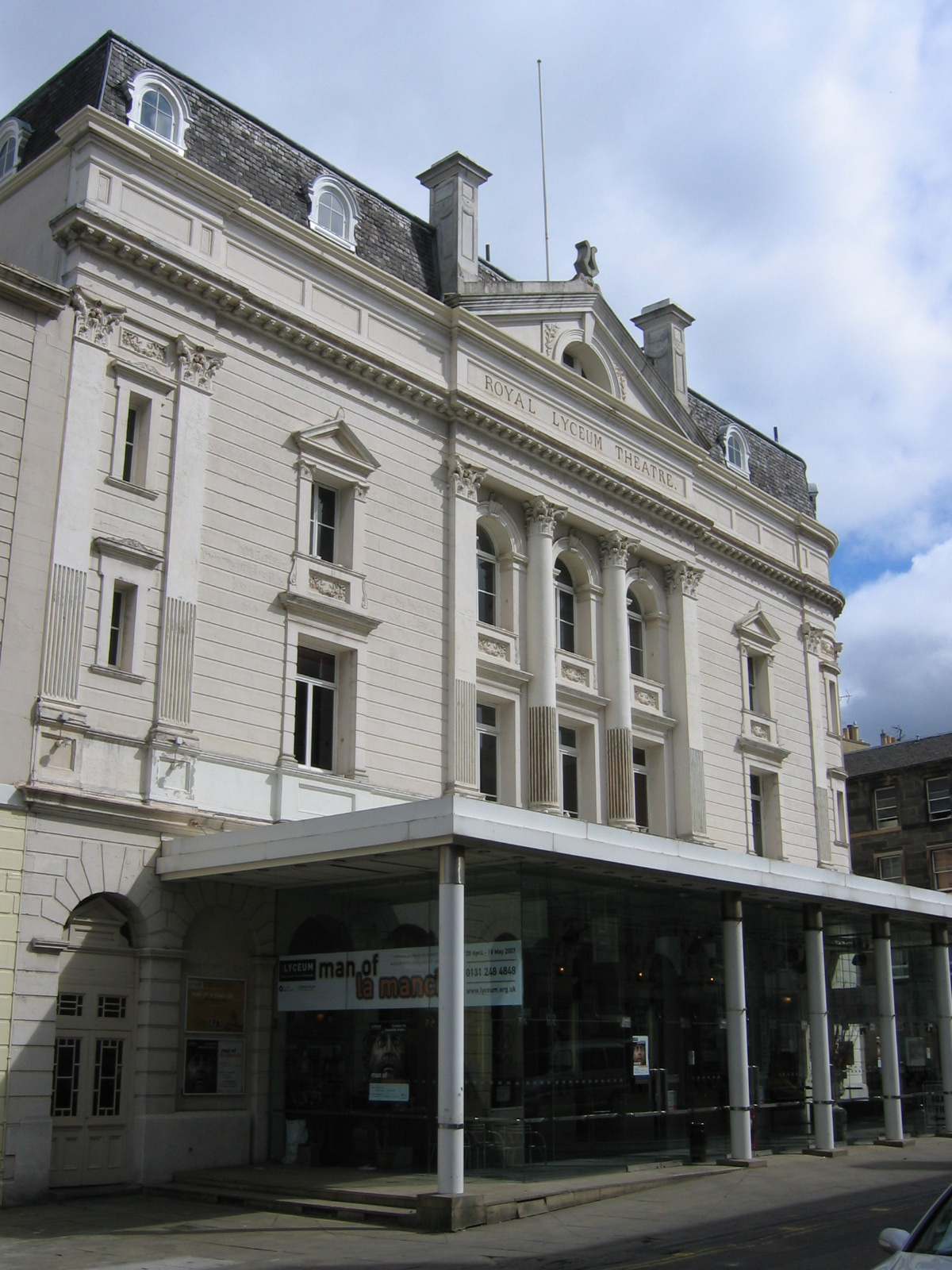
Il Lyceum Theatre di Edimburgo, dove avvenne la prima rappresentazione del dramma

La prima messa in scena del dramma, che avvenne al Festival di Edimburgo dal 22 al 27 agosto 1949, comprendeva il seguente cast:
- Robert Flemyng nel ruolo di Edward Chamberlayne
- Cathleen Nesbitt nel ruolo di Julia Shuttlethwaite
- Irene Worth nel ruolo di Celia Coplestone
- Ernest Clark nel ruolo di Alexander MacColgie Gibbs
- Donald Houston nel ruolo di Peter Quilpe
- Alec Guinness nel ruolo dell'ospite sconosciuto, poi Sir Henry Harcourt Reilly
- Ursula Jeans nel ruolo di Lavinia Chamberlayne
- Christina Horniman nel ruolo dell'infermiera
- Martin Beckwith e Donald Bain in quello degli uomini del catering

I produttori erano Gilbert Miller ed Henry Sherek. La regia era affidata a E. Martin Browne, già sensibile traduttore scenico dei lavori di Eliot e dei mystery plays del ciclo di York. La scena era stata concepita come "una piacevole casa Vittoriana con una calda atmosfera", con tutti gli oggetti scenici in linea con l'ambientazione: stile classico, un telefono bianco, l'unica nota di colore era costituita da un quadro della pittrice Marie Laurencin. Anthony Holland era lo scenografo. La costumista Pamela Sherek, moglie di uno dei produttori, disegnò i costumi seguendo attentamente gli ultimi dettami della moda del ricco West End londinese, per armonizzare la ricchezza del set con i personaggi contemporanei. Tra il pubblico, presenziava anche il poeta italiano Eugenio Montale.
La critica, che attendeva impaziente un nuovo lavoro di Eliot, reagì in maniera positiva, nonostante alcune voci nel coro stroncarono senza pietà la pièce, giudicandola noiosa.
Lo spettacolo si spostò successivamente a Brighton, al Royal Theatre, ed il 19 dicembre 1949 avvenne la prima cittadina; qui venne replicato per due settimane, mantenendo inalterato il cast.

## La versione di Broadway
I produttori Miller e Sherek decisero di portare lo spettacolo a Broadway: nonostante l'ottima accoglienza della critica britannica, pensarono che i palcoscenici statunitense avrebbe riservato maggior calore al The Cocktail Party.
Il cast subì due significativi cambiamenti: i ruoli di Lavinia Chamberlayne e Peter Quilpe furono affidati rispettivamente da Ursula Jeans e Donald Houston a Eileen Peel e Grey Blake. Un'altra variazione del cast avvenne nel ruolo della segretaria, passato ad Avril Conquest.
La prima avvenne il 21 gennaio 1950 all'Henry Miller Theatre di Broadway, con un parterre in cui figuravano la famosa attrice Ethel Barrymore ed il duca e la duchessa di Windsor. Fu un successo: si replicò per 409 volte, tanto che le rappresentazioni terminarono il 13 gennaio dell'anno successivo. Lo spettacolo fu premiato con il Tony Award e l'Outer Critics Circle Awards come miglior spettacolo, ed il New York Drama Critics' Circle Award come miglior spettacolo straniero.

## Le versioni italiane

Anna Maria Guarnieri e Sergio Fantoni (1963)

In Italia, la prima messa in scena, 12 dicembre 1950, si deve alla regia di Mario Ferrero, già regista teatrale delle opere di Eliot. Lo spettacolo debuttò al Teatro Odeon di Milano e poi ripreso, il 26 settembre 1951, al Teatro Eliseo di Roma, interpretato da Eva Magni, Renzo Ricci, Lia Zoppelli, Mercedes Brignone, Tino Bianchi, Fernando Caiati, Gianni Galavotti e Delia Bartolucci. La compagnia teatrale era quella di Renzo Ricci, le scene erano state realizzate da John Ralph Moore.
Il 17 aprile 1953 la Rai ha trasmesso una versione radiofonica, diretta da Enzo Ferrieri, e interpretata da Tino Bianchi, Mercedes Brignone, Raoul Grassilli, Enrica Corti, Diego Michelotti, Memo Benassi, Paola Gandolfi, Adelaide Bossi, Peppino Mazzullo.
In data 8 e 9 aprile 1963 la Rai ha trasmesso, suddivisa in due parti, la versione televisiva, diretta da Mario Ferrero, e interpretata da Giuseppe Pagliarini, Mercedes Brignone, Antonio Venturi, Anna Maria Guarnieri, Renzo Ricci, Sergio Fantoni, Valentina Fortunato, Varo Soleri, Franco Odoardi, Elvira Cortese; scene di Lucio Lucentini.
Il 1º febbraio 1969 Cocktail Party venne portato a Roma, sul palcoscenico del Teatro Valle, con un cast che vedeva la presenza di Nando Gazzolo, Massimo Foschi, Ileana Ghione, Gianni Santuccio, Bianca Maria Fabbri, Carlo Reali. Le scene ed i costumi erano a cura di Lucio Lucentini, le musiche composte da Roman Vlad.
Sempre Mario Ferrero sarà il regista della trasposizione televisiva del dramma, trasmesso dalla rete nazionale il 3 e 4 aprile 1969: la traduzione era a cura di Salvatore Rosati, le scene ed i costumi sempre a cura di Lucio Lucentini. I nomi dei personaggi vennero italianizzati, al punto di cambiare totalmente alcuni di essi. Il cast artistico era composto in buona parte dagli artisti della ripresa capitolina di due mesi prima:
- Nando Gazzolo nel ruolo di Edoardo (Edward)
- Maria Fabbri nel ruolo di Giulia (Julia)
- Ileana Ghione nel ruolo di Celia
- Carlo Reali nel ruolo di Sandro (Alex)
- Massimo Foschi nel ruolo di Pietro (Peter)
- Gianni Santuccio nel ruolo di Reilly
- Lilla Brignone nel ruolo di Lavinia
- Adriana Alben nel ruolo dell'infermiera
- Marcello Mandò in quello dell'uomo del catering